# Nointot
Nointot – miejscowość i gmina we Francji, w regionie Normandia, w departamencie Sekwana Nadmorska.
Według danych na rok 1990 gminę zamieszkiwało 1037 osób, a gęstość zaludnienia wynosiła 173 osoby/km² (wśród 1421 gmin Górnej Normandii Nointot plasuje się na 222. miejscu pod względem liczby ludności, natomiast pod względem powierzchni na miejscu 611.).